# Югославия на летних Олимпийских играх 1960
Югославия принимала участие в Летних Олимпийских играх 1960 года в Риме (Италия) в седьмой раз за свою историю, и завоевала 1 золотую и 1 серебряную медали. Югославия не пропустила ни одной летней олимпиады с 1920 года.

## 01!Золото
- Футбол, мужчины.

| Позиция | Футболист           |
| ------- | ------------------- |
| нап     | Анкович, Андрия     |
| защ     | Дуркович, Владимир  |
| нап     | Галич, Милан        |
| защ     | Юсуфи, Фахрудин     |
| нап     | Кнез, Томислав      |
| нап     | Костич, Боривое     |
| пз      | Козлина, Александар |
| пз      | Маравич, Душан      |
| пз      | Матуш, Желько       |
| пз      | Перушич, Желько     |
| защ     | Роганович, Новак    |
| защ     | Сомболац, Велимир   |
| вр      | Шошкич, Милутин     |
| пз      | Такач, Силвестер    |
| вр      | Видинич, Благое     |
| защ     | Жанетич, Анте       |
| защ     | Николич, Жарко      |
| защ     | Бего, Звонко        |

## 02!Серебро
- Борьба, греко-римская борьба, до 67 кг — Бранислав Мартинович.

## Результаты соревнований

### Академическая гребля
В следующий раунд из каждого заезда проходили несколько лучших экипажей (в зависимости от дисциплины). В финал A выходили 6 сильнейших экипажей.
Мужчины
| Соревнование | Спортсмены                   | Предварительный заезд | Предварительный заезд | Предварительный заезд | Отборочный заезд | Отборочный заезд | Отборочный заезд | Полуфинал | Полуфинал | Полуфинал | Финал   | Финал |
| Соревнование | Спортсмены                   | Заезд                 | Время                 | Место                 | Заезд            | Время            | Место            | Заезд     | Время     | Место     | Время   | Место |
| ------------ | ---------------------------- | --------------------- | --------------------- | --------------------- | ---------------- | ---------------- | ---------------- | --------- | --------- | --------- | ------- | ----- |
| двойки       | Никола Чупин Антун Иванкович | 3                     | 7:08,54               | 3                     | 4                | 7:14,20          | 1 Q              | 1         | 7:38,83   | 3 Q       | 7:20,91 | 6     |